# Grup abelià finit

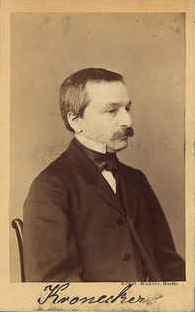
Leopold Kronecker (1823-1891)

En matemàtiques i més precisament en àlgebra, els grups abelians finits corresponen a una subcategoria de la categoria dels grups.
Un grup abelià finit és un grup commutatiu tal que el seu cardinal és finit (és a dir que té un nombre finit d'elements). Correspon a un cas particular dels grups abelians de tipus finit. Aquest concepte disposa no obstant això d'una història pròpia i de nombroses aplicacions específiques, tant teòriques en aritmètica modular com industrials en, per exemple els codis correctors.
Aquests grups verifiquen una propietat forta: el teorema de Kronecker que indica que tots són producte directe de grups cíclics.

## Història

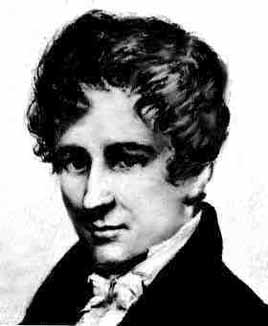
Niels Abel 1802-1829

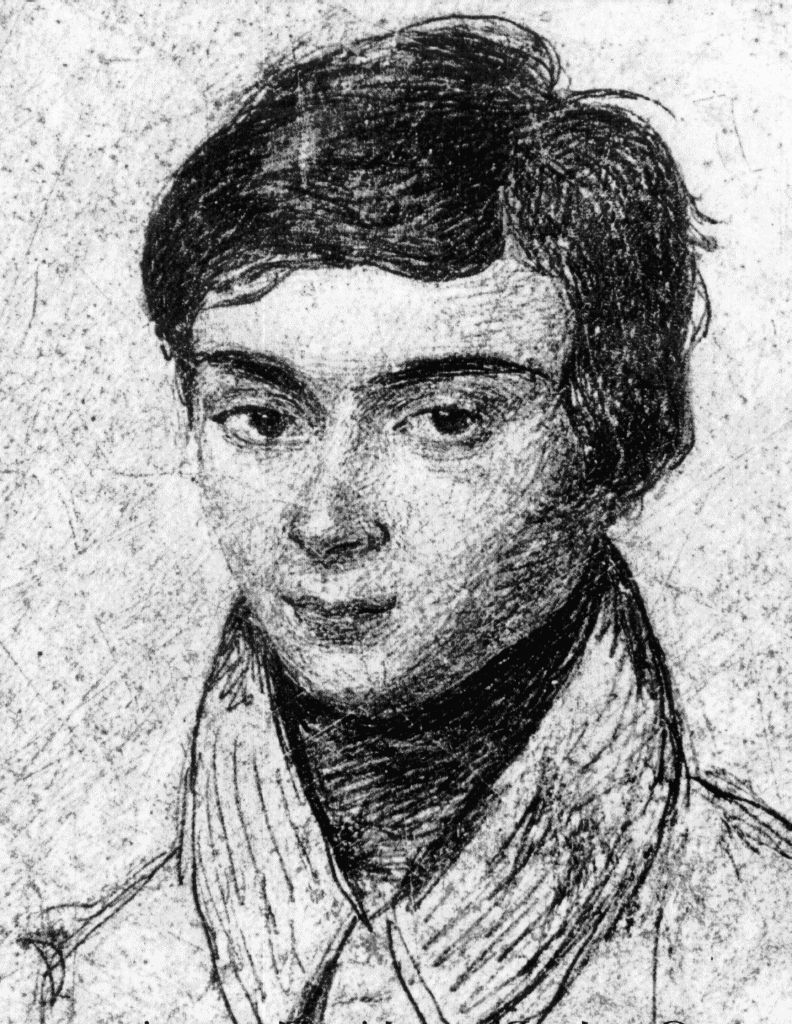
Évariste Galois 1811-1832

El 1824, el matemàtic noruec Niels Henrik Abel (1802 1829) publica, pagant ell mateix les despeses de la publicació un petit text de sis pàgines estudiant la qüestió de la resolució de l'equació general del cinquè grau. Posa en evidència la importància del caràcter commutatiu d'un conjunt de permutacions. Un grup commutatiu es qualifica ara d'abelià en referència a aquest descobriment.
Évariste Galois (1811 1832) estudia la mateixa qüestió. El 1831, fa servir per primera vegada el terme de grup formal. Quinze anys més tard, el matemàtic Joseph Liouville (1809 1882) publica aquest article. Durant la segona meitat del segle xix, l'estudi dels grups finits sembla essencial, inicialment per al desenvolupament de la teoria de Galois.
No obstant això, calen nombrosos anys per definir aquesta noció de grup formal. Kronecker és un actor d'aquesta axiomatització. Kronecker dona el 1870 una definició equivalent a la que es fa servir actualment per a un grup abelià finit. La definició general sovint s'atribueix a Heinrich Weber (1842-1913).
En 1853 Leopold Kronecker (1823 1891) enuncia que les extensions finites dels nombres racionals que tenen un grup de Galois abelià són els subcossos de les extensions ciclotòmiques. La seva demostració del teorema conegut amb el nom de teorema de Kronecker-Weber és falsa, caldran les aportacions de Richard Dedekind (1831 1916), Heinrich Weber i finalment David Hilbert(1862 1943) per arribar a una demostració rigorosa. Aquest context és el que va portar Kronecker, al seu article de 1870, a demostrar el teorema fonamental dels grups abelians finits que porta ara el seu nom.

## Propietats

### Propietats elementals
- Tot grup cíclic és un grup abelià finit.
- Tot subgrup d'un grup abelià finit és abelià i finit.
- Tot grup quocient d'un grup abelià finit és abelià finit.
- Tot producte directe d'una família finita de grups abelians finits és un grup abelià finit.

La primera propietat es demostrarà en el paràgraf Teorema fonamental de l'article grup cíclic, els altres resulten de les propietats dels grups abelians i dels grups finits.

### Teorema de Kronecker
En la resta de l'article, G designa un grup abelià finit:
- Existeix una successió d'enters estrictament positius (a1,a₂,...,ak) tal que G és isomorf al producte directe dels grups cíclics de cardinal els diferents elements de la successió.

Per tant, existeix la successió següent isomorfa al grup G:
- Si la successió (a1,a₂,...,ak) es tria de tal mena que ai+1 sigui un divisor de ai per a tot i enter entre 1 i k - 1, llavors la successió és única. Els elements d'aquesta successió s'anomenen factors invariants.

Aquest teorema es demostrà a l'article principal.

### Conseqüències del teorema de Kronecker
La definició següent permet obtenir una altra descomposició:
- Sigui p un nombre primer, d'un grup abelià es diu que és de p-torsió si tots els seus elements són d'ordre una potència de p.

En el cas dels grups finits un grup de p-torsió correspon exactament a la noció de p-grup.
- Existeix i és única la descomposició de G en producte de grups de pi-torsions finits, d'ordre donat. Aquí (pi) designa una família de nombres primers.

Existeix també una altra descomposició més fina:
- Existeix una única descomposició de G en producte de cicles d'ordre una potència d'un nombre primer.

Es disposa a més, de la següent propietat:
- Sigui d un divisor de l'ordre de G, existeix un subgrup de G d'ordre d.

## Aplicacions

### Anàlisi harmònica
Un grup abelià finit té caràcters de grup destacables, els caràcters del grup són isomorfs al mateix grup. La teoria de l'anàlisi harmònica resulta llavors senzilla a establir. Així és possible definir la transformació de Fourier o el producte de convolució. Es verifiquen els resultats usuals com la igualtat de Parseval, el teorema de Plancherel o inclús la fórmula de sumatori de Poisson.

### Aritmètica modular

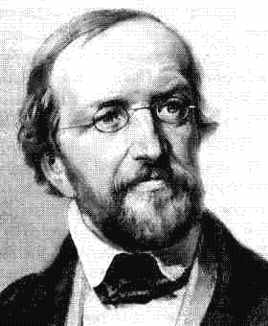
Gustav Lejeune Dirichlet

Una estructura àmpliament utilitzada en teoria algebraica dels nombres és la de l'anell Z/nZ i en particular el seu grup de les unitats. Aquest enfocament és la base de l'aritmètica modular. Si p és un nombre primer, llavors el grup multiplicatiu és cíclic d'ordre p - 1. En el cas contrari, el grup de les unitats és pel capbaix abelià i finit.
Ajuda a la resolució d'equacions diofàntiques com el petit teorema de Fermat, així com la generalització d'Euler. També es fa servir en la demostració del teorema dels dos quadrats de Fermat de Richard Dedekind.
L'anàlisi harmònica sobre els grups abelians finits també té nombroses aplicacions en aritmètica. Corresponen a la formalització moderna de resultats demostrats per matemàtics com Carl Friedrich Gauss (1777 1855) o Adrien-Marie Legendre (1752 1833). El símbol de Legendre apareix com un caràcter d'un grup cíclic, per tant abelià i finit, amb valors en {-1, 1}. Les sumatoris o els períodes de Gauss s'expressen també amb l'ajuda de caràcters sobre un grup abelià finit, el que permet calcular-los. Aquest enfocament és a la base d'una demostració de la llei de reciprocitat quadràtica.
Johann Peter Gustav Lejeune Dirichlet (1805 - 1859) s'interessa per una conjectura de Gauss i Legendre: tota classe del grup de les unitats de l'anell Z/nZ conté una infinitat de nombres primers. Leonhard Euler (1707 - 1783) proposa un mètode, a través del producte d'Euler per respondre, tanmateix els nombres primers cercats es localitzen tots en una única classe. Dirichlet fa servir l'anàlisi harmònica per demostrar aquest teorema ara conegut sota el nom de teorema de la progressió aritmètica. Els seus treballs són els que van donar lloc a la teoria analítica dels nombres.

### Teoria de Galois

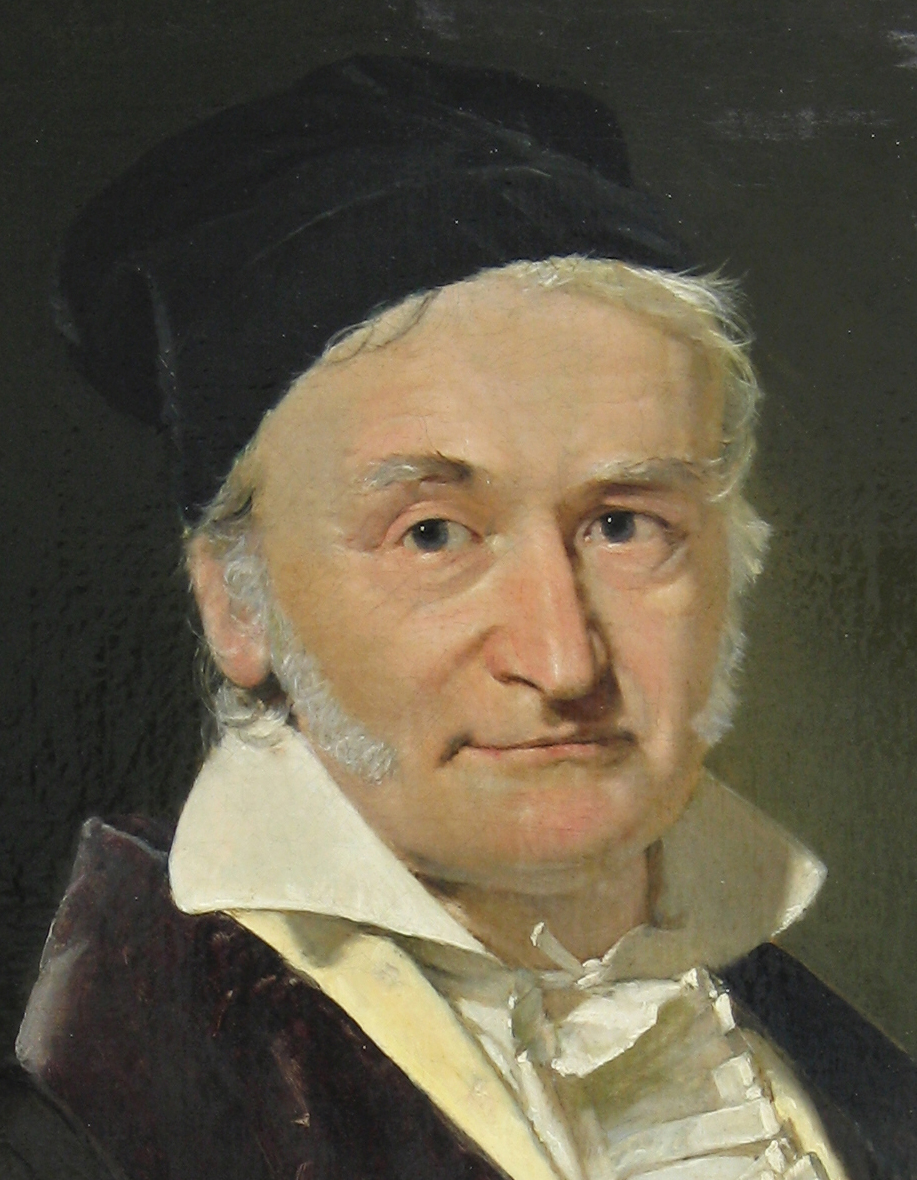
Carl Friedrich Gauss

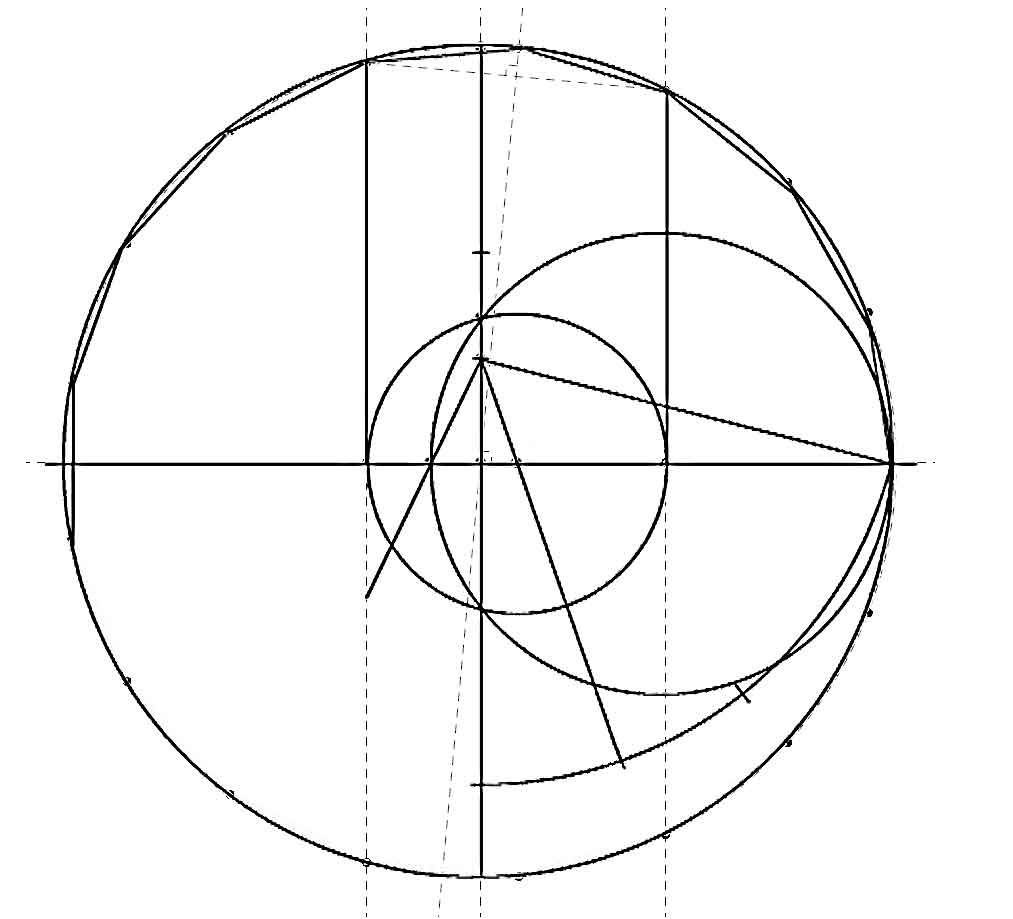
Construction de l'Heptadécagone

Els grups abelians finits tenen un paper singular en la teoria de Galois. Una conseqüència del teorema d'Abel-Ruffini és que tot polinomi que tingui un grup de Galois abelià és resoluble per radicals. El recíproc és una mica més complex, el grup no cal que sigui necessàriament abelià sinó resoluble. El cos de descomposició d'aquest tipus de polinomis és una extensió abeliana, és a dir una extensió en la que el grup de Galois és abelià. Aquest resultat fa que les extensions abelianes i el seu grup siguin particularment interessants. És la raó per la qual els matemàtics del segle xix van recercar la demostració del teorema de Kronecker-Weber amb tanta assiduïtat.
Força abans dels descobriments de Galois Kronecker i Weber, Gauss havia fet servir un cas particular: l'equació ciclotòmica d'índex 17 per trobar un mètode de construcció amb regle i compàs de l'heptadecàgon, és a dir del polígon regular de 17 costats. El fet que el grup de Galois del polinomi sigui abelià és un element essencial del mètode.

### Cos finit
Un cos finit Fd es construeix sobre dues estructures de grup diferents, l'additiva (Fd, +) que és un producte d'un mateix grup cíclic d'ordre un nombre primer i (Fd*,.) que és un grup cíclic.

### Teoria de la informació

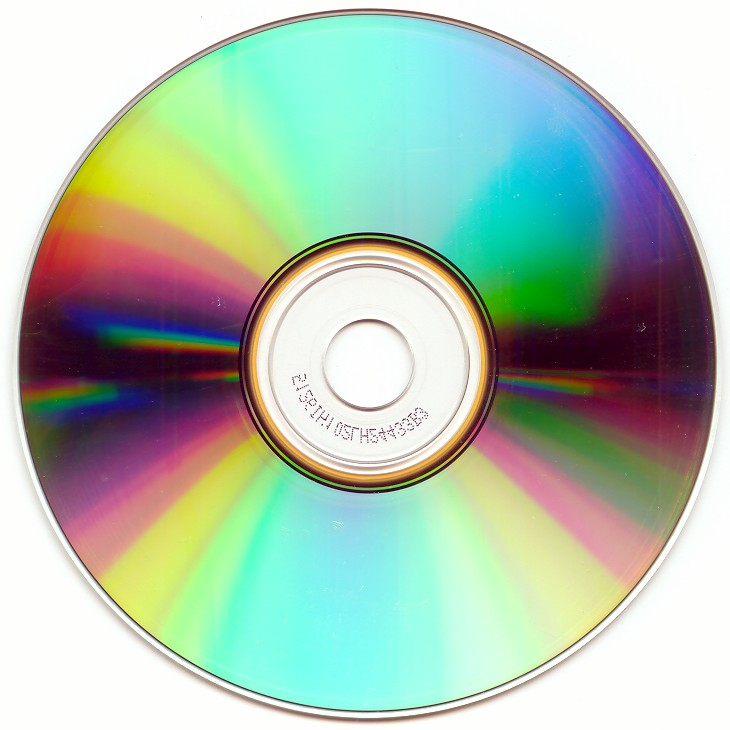
Els CDs fan servir un codi de Reed-Solomon

Al segle xx, els grups abelians finits assoleixen una importància especial gràcies al naixement de la teoria de la informació. Es fan servir a la vegada en criptografia i en els codis correctors.
En criptografia, els grups cíclics són la base de nombrosos algorismes. L'aritmètica modular permet, per exemple, obtenir tests de primalitat com el de Fermat, o el de Miller-Rabin. La utilització dels grups abelians finits no s'acaba aquí. Una estructura essencial és la d'un espai vectorial de cardinal finit, per tant sobre un cos finit i de dimensió finita. Correspon a un grup abelià finit i permet definir una anàlisi harmònica particular. Si el cos conté dos elements, les funcions de l'espai vectorial al cos dels nombres complexos prenen el nom de funcions booleanes i la transformada de Fourier el de transformada de Walsh. La criptografia fa servir les funcions booleanes i la transformada de Walsh, per exemple per a l'estudi de les caixes-S.
La teoria dels codis correctors i particularment la dels codis lineals no en queda al marge. Fa servir, per exemple, l'anàlisi harmònica sobre els espais vectorials finits qualssevol per a l'anàlisi d'un codi dual a través de la identitat de Mac Williams. El codi utilitzat pels discs compactes és de tipus Reed-Solomon, fa servir un espai vectorial sobre un cos en 256 elements, una estructura basada en múltiples grups abelians finits.